# Пуэрто-Падре
Пуэрто-Падре (исп. Puerto Padre) — город и муниципалитет в провинции Лас-Тунас, Куба.

## История
Название «Пуэрто Падре» (в латинизированной форме — «Portus Patris») появляется ещё на карте Америки, составленной Берчелли в 1541 году. Развитие города началось с 1851 года, когда в этих местах был построен завод по переработке сахарного тростника.

## Знаменитые уроженцы
Эрнесто Сантана (р.1958) — писатель и поэт, лауреат Государственной премии имени Алехо Карпентьера и Литературной премии имени Франца Кафки